# 거유 (배우)
거유(중국어 간체자: 葛优, 정체자: 葛優, 병음: Gě Yōu, 한자음: 갈우, 1957년 4월 19일 ~ )는 중국의 배우이다.

## 수상
- 1992년 대중영화백화상 남우조연상
- 1993년 금계장 남우주연상
- 1994년 칸 영화제 남우주연상
- 1998년 대중영화백화상 남우주연상
- 2002년 대중영화백화상 남우주연상
- 2004년 대중영화백화상 남우주연상